# Chin’toka
A Chin’toka rendszer egy naprendszer a Star Trek-univerzumban. Két lakott bolygóból áll, lakói kardassziaiak. A Star Trek: Deep Space Nine című sorozatban a Föderáció, a Klingon Birodalom és a Romulán Csillagbirodalom egyesített hadereje itt csapott össze először a Domíniummal. Egy évvel később szintén csata zajlott a rendszerben. Mindkét csata fordulópontot jelentett a Domínium-háborúban.
|  | Alább a cselekmény részletei következnek! |

2375-ben a Föderáció eljöttnek látta az időt hogy nagyobb offenzívába kezdjen a Domínium és a kardassziaiak erői ellen. A támadást a Chin’toka rendszerben akarták megvalósítani. A rendszert látszólag kevés hajó védte, de ez csak csapda volt, mivel újfajta automata fegyverplatform is védte a térségben, de ez még nem volt aktiválva. A föderációs-klingon-romulán flotta érkezésekor a platformok aktiválódnak, és hatalmas veszteségeket okoztak a flottának, de a Defiantnek és néhány kísérőjének sikerül megsemmisítenie a platformok energiaellátását. Ezután a földi csapatok teljesen elfoglalják a rendszer bolygóit.